# Василь Ляшенко
Василь Ляшенко (10 листопада 1890 — 11 липня 1956) — сотник, командир панцирного потягу «Хортиця» УНР, православний священник.

## Біографія
Народився 10 листопада 1890 року на Східній Україні.
Учасник визвольних змагань, капелан Армії УНР.
Випускник політехнічного університету в Празі.
У 1919 — старшина Залізнично-технічного легкого гарматного полку, з 15.10.1919 — командир бронепотягу «Хортиця», 28.11.1919 інтернований поляками, у 1920 році служив у 6-й гарматній бригаді 6-ї Січової дивізії Армії УНР.
Після завершення визвольної війни служив православним священником у Грубешівському повіті.
Одружений, мав доньку, яка загинула під час атаки польського повстанчого відділу.
Служив в селі Черничині Грубешівського повіту від 1942 до 1944 років.

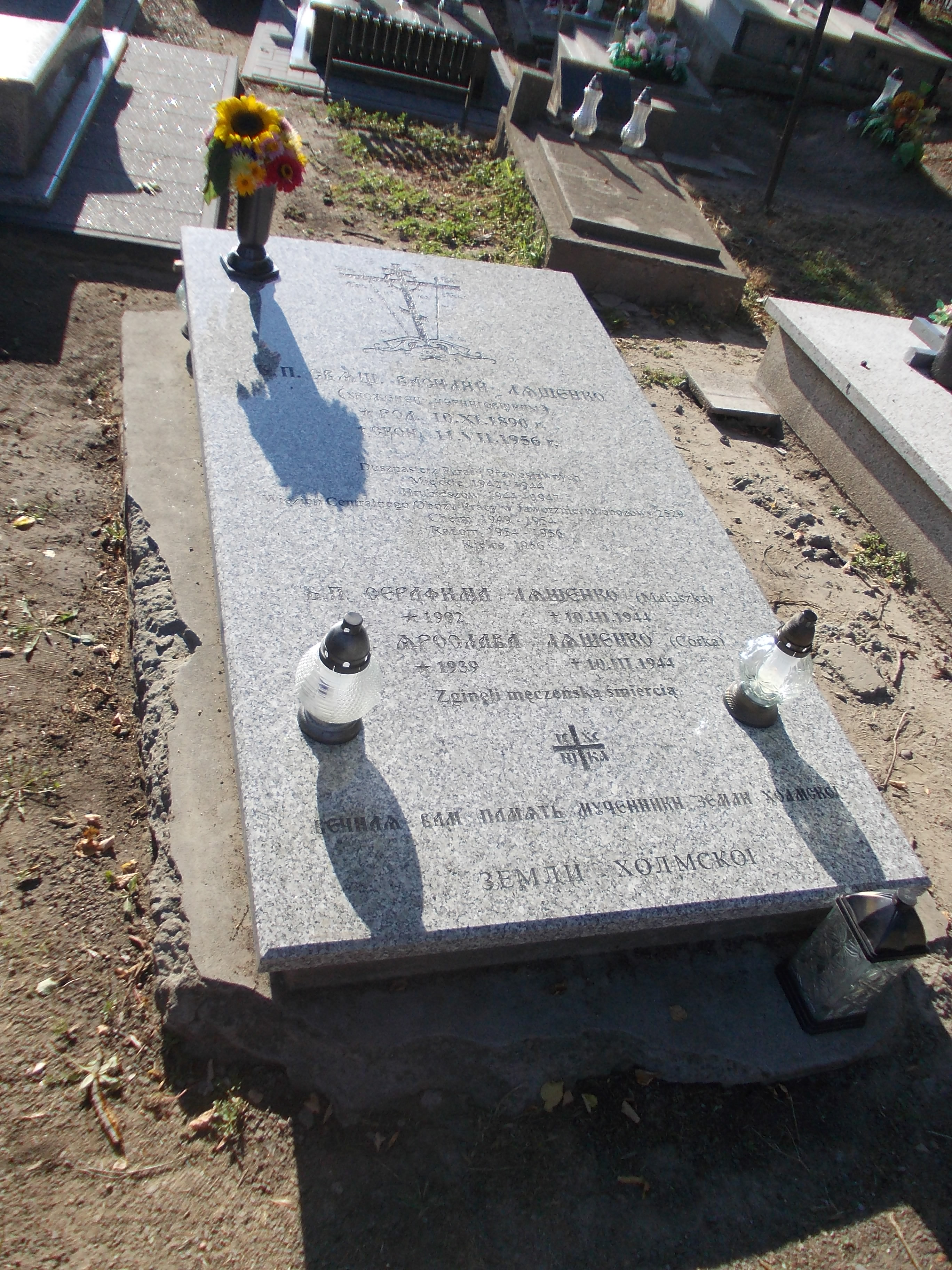
Могила о. Василя Ляшенка, сотника УНР. Православна ділянка грубешівського цвинтаря. Фото 2020 р.

1.03.1944 призначений настоятелем церкви села Ментке Грубешівського повіту, а пізніше в самому Грубешеві.
Арештований в липні 1947 році під час акції «Вісла» і 09.07.1947 без суду та санкції прокурора ув'язнений у концентраційного табору в Явожні (номер в'язня 2529). Звільнений 12.12.1948.
Був призначений вікарієм в Холмі, у 1953—1954 рр. — виконував обов'язки настоятеля церкви в Тарногруді.
Помер та похований у 11 липня 1956 році в Грубешеві.
Поховання збереглося на православній ділянці (кватера VII) грубешівського цвинтаря. На нагробку вказано, що о. Василь — уроженець Чернігівщини, був настоятелем парафії в Ментке (на нагробку Miękkie) в 1942-44 рр., в Грубешеві 1944-47 рр., в'язень табору праці в Явожні, номер 2529, настоятель у Холмі 1949—1954, у Радомі 1954-56, в Кельцях — 1956 р. На нагробку вказано також, що його дружина Серафіма Ляшенко (1902-10.03.1944 р.) та дочка Мирослава Ляшенко (1939-10.03.1944 р.) загинули трагічною смертю 10.03.1944 р. і є мучениками Холмської землі (вбиті польським підпіллям). Координати поховання 50.795794, 023.907720.